# Johann Agricola (Komponist)
Johann Agricola, auch Johann Agricola Noricum oder Johannes Noricum, (* um 1570 in Nürnberg; † um 1605 in Erfurt) war ein deutscher Komponist.

## Leben
Um 1594 war Johann Agricola Diskantist an der Weimarer Hofkapelle. Später wirkte er als Professor am Augustinergymnasium in Erfurt. Er trat als Komponist von Motetten und Cantiones hervor. Diese wurden zwischen 1601 und 1611 veröffentlicht.